# LA-LA Deux
LA-LA Deux（ララドゥ）は、1989年から2001年まで活躍した日本の男性フォークデュオグループ。

## メンバー
- 菊池常利（きくち つねとし、神奈川県横浜市）

現在はシンガーソングライター、作詞家、作曲家。
- 吉川正己（よしかわ まさみ）

現在はジャニーズ出版プロデューサー。

## 来歴
1989年に神奈川県横浜市で結成。翌1990年にヴェンタインレコードから1stアルバム「Dear!LA-LA Deux」でインディーズデビュー。
2001年、吉川正己がジャニーズ事務所のプロデューサーになったのを機に解散。菊池常利はシンガーソングライター、吉川正己は音楽プロデューサーとしての道を歩み出す。
2003年には根強いファンの声に答え未音源化曲を含めたベスト・アルバム「LA-LA REMIX」を発売する。

## ディスコグラフィ
アルバム
| # | タイトル        | 発売日 | 形態 |
| 1 | Dear!LA-LA Deux | 1990年 | ACC  |
| 2 | TO YOU          | 1990年 |      |
| 3 | Free Code       | 2001年 | CCCD |
| 4 | LA-LA REMIX     | 2003年 |      |

## ライブツアー
1997年 - カフェ・レスト「オーク」

## 受賞歴
いずれも2001年に受賞。
- FM横浜インターネットフェスティバルインディーズ楽曲部門優秀賞 -「NEWS」
- FM横浜インターネットフェスティバルインディーズアルバム部門優秀賞 -「Free code」